# Marie Egner
Marie Egner (25 de agosto de 1850-31 de marzo de 1940, Viena) fue una pintora austríaca.

## Vida
Tomó sus primeras lecciones en Graz con Hermann Von Königsbrunn, estudió en Düsseldorf de 1872 a 1875 con Carl Jungheim (1830-1886). En 1882 se mudó a Vienna, donde vivió con su madre pero pasaba los veranos en el castillo de Plankenberg, cercano a Neulengbach, donde tomó lecciones con Emil Jakob Schindler hasta 1887. Posteriormente hizo un viaje de estudios a Inglaterra de 1887 a 1889. Poco después, fue su primera exposición en Viena. También exhibió sus obras en Alemania e Inglaterra.
Abrió una escuela de arte para mujeres pero en 1910 decidió cerrarla por cuestiones de salud. Al término de la Primera Guerra Mundial se hizo miembro de la Asociación Austriaca de Mujeres Artistas. En 1926 el grupo auspició una exhibición retrospectiva de su trabajo. Para 1930, comenzó a perder la vista y a desaparecer de la imagen pública.